# كريستوف هاس
كريستوف هاس (بالألمانية: Christoph Haas) هو لاعب كرة قدم نمساوي في مركز حراسة المرمى، ولد في 23 يوليو 1992 في فيينا في النمسا.

## وصلات خارجية
- كريستوف هاس على موقع قاعدة بيانات كرة القدم.إي يو (الإنجليزية)
- كريستوف هاس على موقع Soccerway.com (الإنجليزية)
- كريستوف هاس على موقع عالم كرة القدم.نت (الإنجليزية)